# Pseudoclodia lateralis
Pseudoclodia lateralis är en skalbaggsart som först beskrevs av Aurivillius 1927.  Pseudoclodia lateralis ingår i släktet Pseudoclodia och familjen långhorningar.
Artens utbredningsområde är Filippinerna. Inga underarter finns listade i Catalogue of Life.